# スマイル・エンプティ・ソウル
スマイル・エンプティ・ソウル（Smile Empty Soul)は、アメリカ合衆国のオルタナティヴ・ロックバンド。

## 経歴
1998年、別々の高校に通っていた最初のメンバーによって結成した。メンバーはショーン・ダニエルセン(ヴォーカル兼ギタリスト)、ライアン・マーティン(ベーシスト)、デレク・グレッドヒルのトリオ(3人組)バンド。地元での活動を精力的に行い、その後は舞台をサンセット・ストリップに移動。
そして、ロサンジェルスのインディーズ・レーベルのジョン・パーカーにデモを渡し、ThroBack Recordsと契約した。
2003年5月27日、デビューアルバム『スマイル・エンプティ・ソウル(Smile Empty Soul)』をリリース。アルバムはジョン・パーカーによってプロデュースされ、アルバムからは三曲がシングルカットされた。2005年、同アルバムは50万を記録しゴールドディスクを認定された。
彼らが2枚目のアルバム『エングザイエティ(Anxiety)』をレコーディングした後、ドラマーがデレク・グレッドヒルからドミニク・ウィアーに交代した。
2005年9月22日、ミズーリ州カンザスシティでのコンサート中に、フロントマンのショーン・ダニエルセンが、2枚目のアルバムの発売がレコード会社の問題により中止されたことが伝えられた。新しいアルバムを手に入れるためには、限定数分しか無いものを手に入れるか、ビットトレント経由で手に入るとファンに説明した。
2006年6月13日、インディペンデントレーベルと契約した。この時点で、メンバーのドミニク・ウィアー(ドラマー)がジェイク・キルマーと交代、マイク・ブースがセカンドギタリストとして追加入し、メンバーが一変した。
2006年10月24日、3枚目のアルバム『ヴォルチャーズ(Vultures)』をリリース、その中から「The Hit」がシングルカットされた。続けて彼らのデビューアルバムも再リリース。セカンドアルバムについては発表は無かった。その後、『ヴォルチャーズ』はビルボード200アルバムチャートで169位に入った。
2006年10月、バンドはエヴァンスブルーと共同ツアーを行いアルバムをPR。それからもジ・イクシーズ、エジプト・セントラル等とともにツアーを行い、さらにパンク/ポストハードコアバンドのブラジルも支援した。
2006年12月13日現在、3枚目のアルバム『ヴォルチャーズ』はアメリカにて1万3150枚の販売を記録した。
2007年4月17日から4月30日の間に、お互いの不和が原因でマイク・ブースが脱退。バンドはまた3人組になる。
2008年2月、マイスペースにて、グリーンビルでレコーディングを開始していると発表。同月、4枚目のアルバム『カンシャスネス(Consciusness)』が完成したと発表した。しかし、すぐ3月には2、3曲の追加レコーディングのために発売を延期した。
2008年7月28日現在、彼らは『カンシャスネス(Conscisness)』が完成したと発表、来年始めリリースされるとした。
2008年10月29日にマイスペースにてF.O.F/EMI レコードと契約したと発表。
それからも4枚目のアルバムの発売は延期に延期が続き、最終的に発売は2009年8月11日と発表した。
2009年5月9日、4枚目のアルバムからシングルカットされた「Don't Ever Leave」をラジオで披露した。
2009年5月10日、4枚目のアルバムの発売は2009年8月25日に遅れることを発表した。
2009年11月に2枚目のアルバム『エングザイエティ(Anxiety)』がiTunesストアにて再リリースされた。また、DVD『Summer Tour 09』を発表した。
2012年、eOne Musicと契約したことを発表し、5枚目のアルバム『3's』を5月22日にリリースした。
2013年、自主レーベル、Two Disciples Entertainmentを立ち上げ、6枚目のアルバム『Chemicals』を10月1日にリリースした。
2016年、EP『Shapeshifter』をリリース。10月、未発表曲やレア曲を収録したコンピレーション・アルバムのリリースを計画していることを明かした。12月10日に、『Rarities』としてリリースされた。
2017年9月、ライアン・マーティンとジェイク・キルマーが脱退したことをFacebookで発表。これでオリジナル・メンバーはダニエルセンのみとなった。新たにマーク・ヤングとヴィクター・リバスを迎え、ツアーとレコーディングを行ったが、二人は程なくして脱退している。
2018年5月25日、7枚目のアルバム『Oblivion』をリリース。
2019年2月、アコースティックEP『Acoustic Sessions Vol. 1』をリリース。8月にはEP『Sheep』をリリース。
2020年2月、Facebookに新しい機材の写真を投稿し、今後しばらくは2人組として活動していくことを明かした。6月にアコースティックEP『Acoustic Sessions Vol. 2』、9月にEP『2020』をリリース。
2021年1月、EP『Soft Songs for the Quarantined Mind』をリリース。10月には、8枚目のアルバム『Black Pilled』がリリースされた。

## メンバー
現メンバー
- ショーン・ダニエルセン – ボーカル, ギター  (1998年 - 現在)

ツアーメンバー
- タイ・デル・ローズ – ドラム  (2018年 - 現在)

過去のメンバー
- ライアン・マーティン – ベース  (1998年 - 2017年)
- ジェイク・キルマー – ドラム, バックボーカル  (2006年 -2017年)
- デレク・グレッドヒル – ドラム, バックボーカル  (1998年 – 2005年)
- ドミニク・ウィアー – ドラム  (2005年 – 2006年)
- マイク・ブース – リードギター  (2006年 – 2007年)
- マーク・ヤング – ベース  (2017年 - 2018年)
- ヴィクター・リバス – ドラム, バックボーカル  (2017年 - 2018年)
- ジョディー・リンネル – ベース  (2019年)

過去のツアーメンバー
- フィル・リップスコーン – ベース  (2014年)  ※現タップルート
- プレストン・ロジャース – ベース  (2018年)
- クリス・ベリーマン – ギター  (2004年)
- ジョン・ルコンプ - ベース  (2018年)  ※元エヴァネッセンス、現ウィー・アー・ザ・フォールン、マシーナ
- トム・ミノーグ - ベース  (2019年)

## ディスコグラフィ

### スタジオ・アルバム
| 2003                                      | Smile Empty Soul - Released: May 27, 2003 - Label: Lava - Format: CD, DI                                            | 94  | —  |
| 2005                                      | Anxiety - Released: 2005 - Label: MRAfia - Format: CD, DI                                                           | —   | —  |
| 2006                                      | Vultures - Released: October 24, 2006 - Label: Bieler Bros. - Format: CD, DI                                        | 169 | 14 |
| 2009                                      | Consciousness - Released: August 25, 2009 - Label: F.O.F. Label Group / EMI - Format: CD, DI                        | 156 | —  |
| 2012                                      | 3's - Released: May 22, 2012 - Label: eOne - Format: CD, DI                                                         | —   | —  |
| 2013                                      | Chemicals - Released: October 1, 2013 - Label: Pavement Entertainment, Two Disciples Entertainment - Format: CD, DI | —   | —  |
| 2018                                      | Oblivion - Released: May 25, 2018 - Label: Smile Empty Music - Format: CD, DI                                       | —   | —  |
| 2021                                      | Black Pilled - Released: October 12, 2021 - Label: Smile Empty Music - Format: CD, DI                               | —   | —  |
| "—" denotes a release that did not chart. | |     |    |

### コンピレーション・アルバム
| 年   | 詳細                                                                 |
| ---- | -------------------------------------------------------------------- |
| 2017 | Rarities - Released: March 10, 2017 - Label: MRAfia - Format: CD, DI |

### EP盤
| 年   | 詳細                                                                                              |
| ---- | ------------------------------------------------------------------------------------------------- |
| 1999 | Hecklers Veto EP - Released: 1999 - Label: Dyspathy                                               |
| 2008 | B-sides - Released: 2008 - Label: MRAfia - Format: CD, DI                                         |
| 2016 | Shapeshifter - Released: April 1, 2016 - Label: Pavement Entertainment - Format: CD/DVD, DI       |
| 2019 | Acoustic Sessions Vol.1 - Released: February 22, 2019 - Label: Smile Empty Music - Format: CD, DI |
| 2019 | Sheep - Released: December 6, 2019 - Label: Smile Empty Music - Format: CD, DI, Vinyl             |
| 2020 | Acoustic Sessions Vol.2 - Released: June 20, 2020 - Label: Smile Empty Music - Format: CD, DI     |
| 2020 | 2020 - Released: September 4, 2020 - Label: Smile Empty Music - Format: CD, DI                    |
| 2021 | Soft Songs for the Quarantined Mind - Released: January 12, 2021 - Label: Smile Empty Music       |

### シングル
| 年                     | シングル             | ビルボードシングルチャート最高位 | ビルボードシングルチャート最高位 | ビルボードシングルチャート最高位 | アルバム         |
| 年                     | シングル             | US [A]                           | US Alt                           | US Main.                         | アルバム         |
| ---------------------- | -------------------- | -------------------------------- | -------------------------------- | -------------------------------- | ---------------- |
| 2003                   | "Bottom of a Bottle" | 107                              | 7                                | 8                                | Smile Empty Soul |
| 2004                   | "Nowhere Kids"       | —                                | 27                               | 26                               | Smile Empty Soul |
| 2004                   | "Silhouettes"        | —                                | 22                               | 25                               | Smile Empty Soul |
| 2005                   | "Don't Need You"     | —                                | —                                | 37                               | Anxiety          |
| 2006                   | "The Hit"            | —                                | —                                | —                                | Vultures         |
| 2007                   | "Here's to Another"  | —                                | —                                | —                                | Vultures         |
| 2007                   | "Loser"              | —                                | —                                | —                                | Vultures         |
| 2009                   | "Don't Ever Leave"   | —                                | —                                | 39                               | Consciousness    |
| 2010                   | "Alone with Nothing" | —                                | —                                | —                                | Consciousness    |
| 2010                   | "We're Through"      | —                                | —                                | —                                | Consciousness    |
| 2012                   | "Afterlife"          | —                                | —                                | —                                | 3's              |
| 2013                   | "False Alarm"        | —                                | —                                | 27                               | Chemicals        |
| 2014                   | "Chemicals"          | —                                | —                                | —                                | Chemicals        |
| 2016                   | "All in My Head"     | —                                | —                                | —                                | Shapeshifter     |
| 2018                   | "Sides"              | —                                | —                                | —                                | Oblivion         |
| 2018                   | "Stars"              | —                                | —                                | —                                | Oblivion         |
| "—" はチャート外を表す |                      |                                  |                                  |                                  |                  |

### 他の楽曲
- "Alone"
- "Aneurysm"
- "Anywhere But Down"
- "Broken Wings" (Performed live in 2008)
- "Landslide" (Performed live in 2008)
- "Finding Myself" - written specifically for 2004's The Punisher: The Album
- "Meaningless" (demo)
- "Rain" (demo)
- "Who I Am" - 2004 Spiderman 2 soundtrack

## DVD/ビデオ
- "Bottom of a Bottle"
- "Nowhere Kids"
- "Silhouettes"
- "This Is War" (Promo Video Only)
- "Here's To Another"
- "Jesus Is The Manager At Wal-Mart" (Promo Video Only)
- "Loser"
- "Don't Ever Leave"